# سکالا (استان بورگاس)
سکالا (به بلغاری: Skala) یک منطقهٔ مسکونی در بلغارستان است که در استان بورگاس واقع شده‌است.